# ARM Cortex-A9 MPCore
Le Cortex-A9 MPCore est un microprocesseur 32-bit conçu par la société ARM, pour un fonctionnement multicœur et utilisé dans différents SoC basés sur l'architecture ARM. Il fait partie, avec le Cortex-A5 (version très faible consommation), de la 2e génération de ARM Cortex-A. Il possède un jeu d'instructions ARMv7-A avec un pipeline superscalaire permettant l'exécution out-of-order. L'architecture est prévue pour comporter jusqu'à 4 cœurs simultanés.
Il suit la technologie Cortex-A8 dans la 1re génération et précède la 3e génération, ou il sera remplacé par le Cortex-A15, le Cortex-A7 étant le remplaçant du Cortex-A5, et le Cortex-A12 venant se placer en intermédiaire puissance/consommation dans cette génération.
- Il utilise un processeur vectoriel flottant VFPv3-D16[2]